# 脆瓦娄蜗牛
脆瓦娄蜗牛（学名：Vallonia tenera）为瓦娄蜗牛科瓦娄蜗牛属的动物。分布于日本以及中国大陆的甘肃、陕西、河北、北京等地，生活环境为陆地，多见于较干旱的碎石以及瓦块或树叶下。